# 东大寺法华堂
34°41′19″N 135°50′39″E / 34.688745°N 135.844046°E

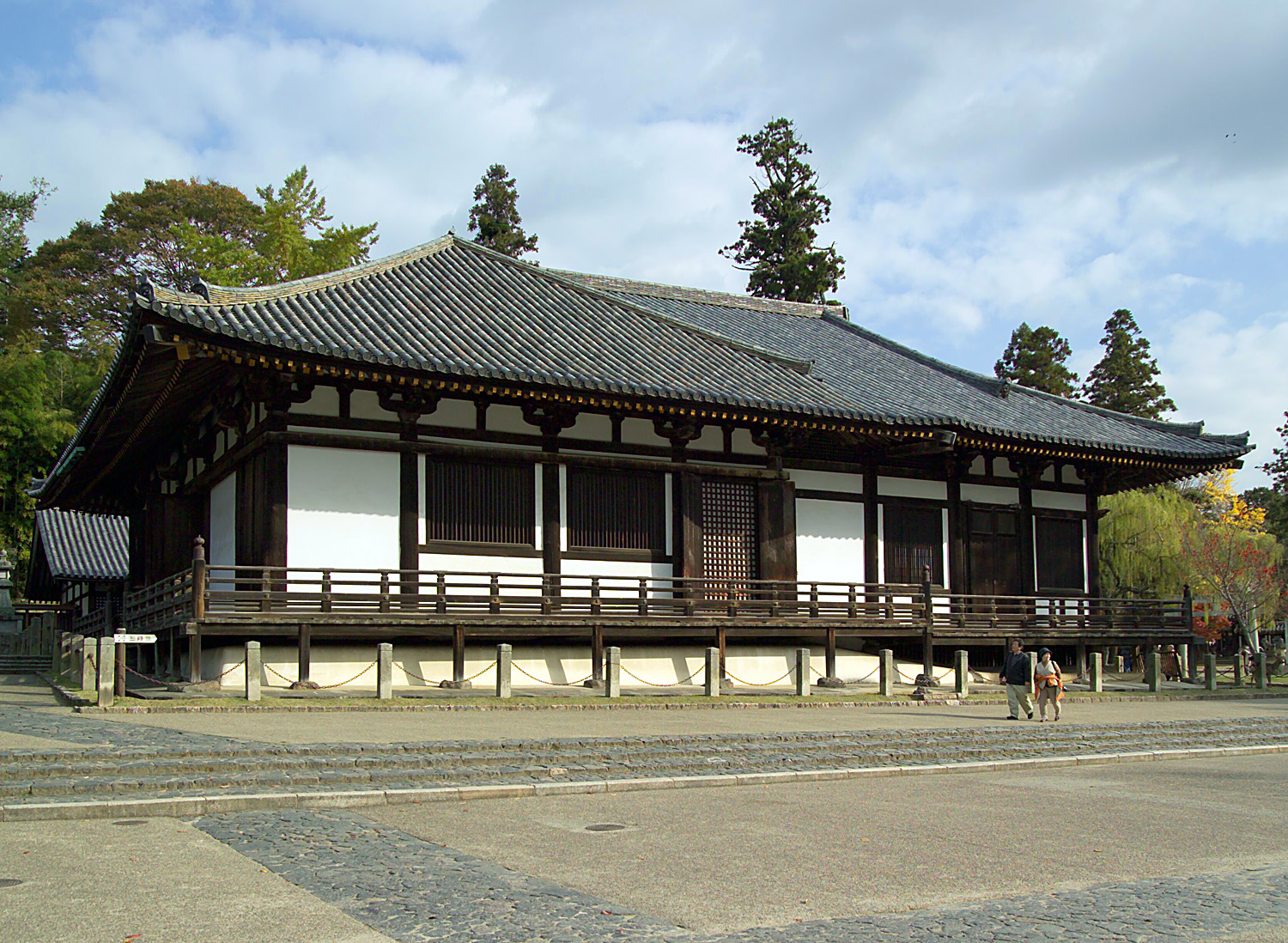
东大寺法华堂

東大寺法華堂是日本畿内大和國平城京（現代日本行政區的近畿地方奈良縣）國寶東大寺中最古老的建築物。建於奈良時代（8世纪）。一般亦稱作三月堂。現今被日本政府指定為日本国宝。也是東大寺少数留存至今的奈良時代建築物。法華堂中，安奉有10尊奈良時代的佛像。

## 外部連結
- 法华堂 （页面存档备份，存于） - 东大寺